# Torenflat

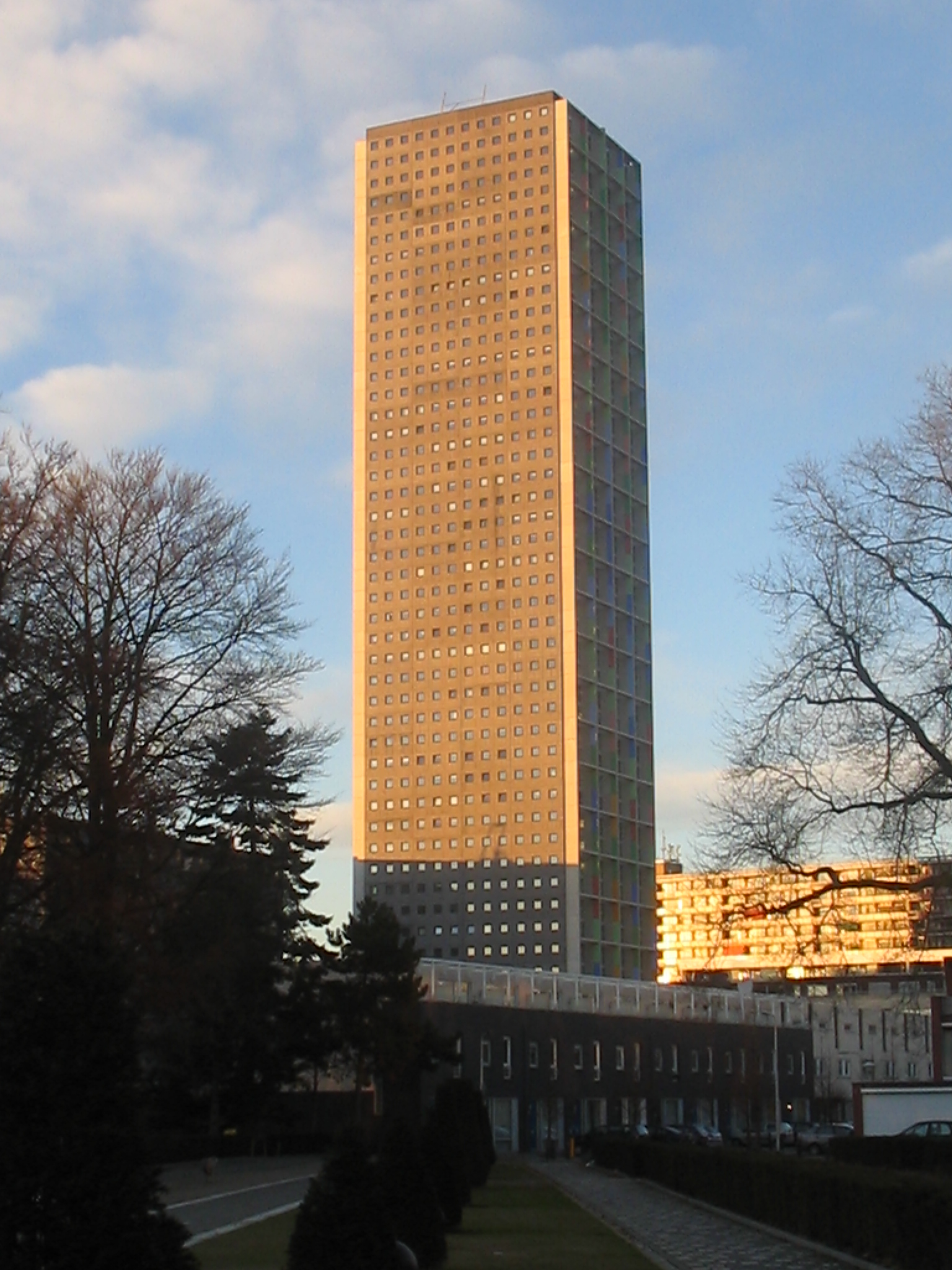
Westpoint, woontoren in Tilburg

Een torenflat is een woontoren of een hoog flatgebouw. Dat kan een extra hoog gebouw zijn of een gebouw waarvan de hoogte aanmerkelijk groter is dan die van de lengte van het gebouw. Torenflats hoger dan ongeveer 100 meter worden ook als wolkenkrabber aangemerkt.
De eerste torenflat van Nederland werd gebouwd in Gorinchem in 1959, de flat is 53 meter hoog en staat bekend onder de naam De Torenflat.
Voorbeelden van hoge torenflats zijn Het Strijkijzer aan het Rijswijkseplein in Den Haag, de Montevideo en de New Orleans op de Kop van Zuid in Rotterdam, Westpoint in Tilburg, de Alphatoren in Enschede en de Brusilia in Brussel (Schaarbeek).
Vaak zijn de appartementen in torenflats groter dan in een 'gewoon' flatgebouw. Zij zijn dan ook meer geliefd.
Op het dak van een torenflat bevindt zich soms een dakappartement, beter bekend als penthouse.